# Hoạt Phật Tế Công
Hoạt Phật Tế Công (tiếng Trung :活佛济公) là một bộ phim truyền hình Trung Quốc kể về cuộc đời của Tế Công. Loạt phim do Lâm Thiêm Nhất làm đạo diễn và dựa trên tiểu thuyết cổ điển Tiểu sử về Tế Công của Quách Tiểu Đình . Đây là một bộ phim truyền hình phát sóng trên Đài Truyền hình Quảng Đông, Đài Truyền hình Giang Tô và Đài Truyền hình Thâm Quyến. Phim được chiếu trên Mediacorp Channel 8 lúc 7 giờ tối.

## Lịch phát sóng

### Phần 1
| Kênh                                 | Quốc gia   | Ngày                 | Giờ phát sóng | Ghi chú       |
| Sơn Đông TV                          | Trung Quốc | 17 tháng 6 năm 2010  |               | 4 tập mỗi tối |
| Quảng Đông TV/Tứ Xuyên TV/Vân Nam TV | Trung Quốc | 18 tháng 6 năm 2010  |               |               |
| Quảng Đông TV (Việt ngữ)             | Trung Quốc | 27 tháng 10 năm 2010 |               |               |

### Phần 2
| Kênh                                                       | Quốc gia   | Ngày                | Giờ phát sóng | Ghi chú |
| Hàng Châu TV                                               | Trung Quốc | 1 tháng 7 năm 2011  |               |         |
| Quảng Đông TV                                              | Trung Quốc | 11 tháng 7 năm 2011 |               |         |
| Sơn Đông TV                                                | Trung Quốc | 25 tháng 7 năm 2011 |               |         |
| Giang Tô TV                                                | Trung Quốc | 27 tháng 7 năm 2011 |               |         |
| Quảng Đông, Vân Nam, Tứ Xuyên, Thiên Tân và Hắc Long Giang | Trung Quốc | 19 tháng 4 năm 2012 |               |         |

### Phần 3
| Kênh                  | Quốc gia   | Ngày           | Giờ phát sóng | Ghi chú |
| Sơn Đông TV           | Trung Quốc | 2012年7月18日  |               |         |
| Giang Tô TV           | Trung Quốc | 2012年7月25日  |               |         |
| Thẩm Quyến TV         | Trung Quốc | 2012年7月31日  |               |         |
| Touch TV, Touch TV HD | Đài Loan   | 2013年11月19日 |               |         |
| Mediacorp Channel 8   | Singapore  | 2013年11月28日 |               |         |

## Nội dung
Tế Công là một nhà sư điên cuồng ăn thịt và uống rượu, khi vẫn còn là một vị tiên, ông là một trong mười tám nhà sư của Đức Phật (Thập bát La Hán), sau khi bắt được con Đại Bàng tinh phục vụ dưới quyền của Đức Phật, ông đã được gửi đến mặt đất để trở thành một nhà sư vì hai vị tiên đang canh giữ Đại Bàng, hai vị tiên đã vô tình để Đại Bàng tinh tự do và để trừng phạt cả ba vị tiên được cử đi làm thầy tu của loài người. Cũng có một vị tiên khác đã bị giết bởi Đại Bàng tinh (Linh Thiền Tử) và ông cũng được gửi xuống để làm một con người bình thường, nhưng không phải là một nhà sư .

## Diễn viên

### Diễn viên chính
| Diễn viên        | Vai                                   | Vai trò | Vai trò | Vai trò | Miêu tả |
| Diễn viên        | Vai                                   | 1       | 2       | 3       | Miêu tả |
| Trần Hạo Dân     | Tế Công (tên thật là Lý Tu Duyên)     | Chính   | Chính   | Chính   | Tên thật là Lý Tu Duyên . Trong kiếp trước anh là Hàng Long La Hán . Thiên địch của Lu Cơ và sư phụ Càn Khôn Động Chủ, thích rượu thịt, là vị tiên chỉ tu tâm chứ không tu khẩu. Tuyệt kỹ là La Hán Phiên Thiên Ấn, và câu cửa miệng: "Đừng gọi là thánh tăng, rất áp lực. Ta chỉ là truyền thuyết thôi" |
| Lâm Tử Thông     | Quảng Lượng                           | Chính   | Chính   | Chính   | Kiếp trước là Tiên Đồng Mập ; kiếp này là sư huynh của Đạo Tế ; sư thúc của Tất Thanh, Tất An ; Giám tự của Linh Ẩn Tự. Tốt bụng, luôn thích nói đùa về Tất Thanh và Tế Công, ý thức về phương hướng không tốt lắm. Câu nói cửa miệng: "Con đang thực sự trở nên khôn ngoan hơn"                         |
| Cao Hạo          | Tất Thanh ( tên thật là Tần Anh Tuấn) | Chính   |         |         | Nhà sư gầy gò và là Tiên Đồng Ốm bị đày và trừng phạt cùng với Hàng Long La Hán và Tiên Đồng Mập, vốn là anh trưởng của Tiên Đồng Mập, lỡ tay thả Đại Bàng nên bị Phật phạt xuống trần gian giúp Tế Công bắt con Đại Bàng. Giờ đây, đã trở thành nhà sư trẻ nhất Linh Ẩn Tự                              |
| Diệp Tổ Tân      | Tất Thanh ( tên thật là Tần Anh Tuấn) |         | Chính   | Chính   | Kiếp trước là Tiên Đồng Ốm , kiếp này là sư điệt của Quảng Lượng và Đạo Tế , sư huynh của Tất An . Thanh mai trúc mã và là đối tượng theo đuổi của Lý Mộng Lan. Vẻ ngoài ốm yếu, thanh tú, luôn bị Quảng Lượng trêu chọc, khi Tất An xuất hiện, thì cùng với Quảng Lượng trêu chọc Tất An                |
| Trần Tử Hàm      | Yên Chi                               | Chính   |         | Chính   | Vợ của Tế Công trước khi xuất gia |
| Lâm Giang Quốc   | Triệu Bân                             | Chính   | Chính   | Chính   | Đệ tử của Đạo Tế, bạn học, anh em và là bạn thân của Trần Lượng , thích Bạch Tuyết. Thanh tú, hiệp nghĩa với một chút tự ái và kiêu ngạo, tuyệt chiêu Phi Không Trảm, tầng thứ ba Tu La Chỉ |
| Trương Lượng     | Trần Lượng                            | Chính   | Chính   | Chính   | Đệ tử của Đạo Tế , bạn học, anh em và là bạn thân của Triệu Bân , người yêu của Bạch Linh. Thận trọng, tuy nhiên nói đến Bạch Linh thì không bình tĩnh được, thân thể đã bị chủ nhân của Động Càn Khôn chiếm hữu trong giai đoạn đầu, sau đó được Bạch Linh cứu, pháp bảo là Ảo Ảnh Kiếm                 |
| Hinh Tử          | Bạch Tuyết                            | Chính   | Chính   | Chính   | Thỏ tinh , từng là đệ tử của Càn Khôn Động Chủ ; sư muội của Bạch Linh, Lục Cơ và Chương Tiểu Huệ ; người yêu của Triệu Bân ; cô gái kỳ quặc được Triệu Bân đặt biệt danh là củ cà rốt. Câu cửa miệng: Yêu quái ! Em gái của huynh mới là yêu quái                                                       |
| Trương Bảo Văn   | Lục Cơ                                |         | Chính   |         | Thằn lằn tinh (Tích Dịch tinh); đệ tử của Càn Khôn Động Chủ ; sư tỷ của Bạch Tuyết ; Thầm yêu Triệu Bân |
| Chu Mịch         | Tất An                                |         | Chính   |         | Sư điệt của Quảng Lượng, Đạo Tế, sư đệ của Tất Thanh. Tân binh mới vào Linh Ẩn Tự, anh thường bị Tất Thanh và Quảng Lượng trêu chọc, nhưng đôi khi anh cũng trêu chọc Tế Công cùng họ |
| Dương Tuyết      | Bạch Linh                             | Chính   | Hồi Ức  | Chính   | Hồ Ly tinh trắng ; đệ tử của Càn Khôn Động Chủ ; sư tỷ của Bạch Tuyết; người yêu của Trần Lượng; Phần hai không chính thức xuất hiện mà chỉ xuất hiện trong lời thoại và ký ức (ký ức từ phần một). |
| Lâu Á Giang      | Hắc Phong                             | Chính   |         |         | Sói tinh đen, là sư huynh của Bạch Linh (Hồ Ly tinh) và là đệ tử của Càn Khôn Động Chủ, thích sư muội Bạch Linh và muốn kết hôn với cô. Tà thuật của hắn, Hắc Phong trận, có thể được gọi là uy trấn sơn trại, sau này đã bị Bạch Linh đánh chết                                                         |
| Lâu Á Giang      | Đại Bàng tinh (Đại Bằng điểu)         |         |         | Chính   | Đại Bàng tinh , sư đệ của Càn Khôn Động Chủ, sư thúc của Lục Cơ và Chương Tiểu Huệ , Từng là sư thúc của Bạch Linh và Bạch Tuyết , cuối cùng bỏ trốn |
| Lưu Chỉ Tịch     | Chương Tiểu Huệ                       |         |         | Chính   | Bạch Tuộc tinh , đệ tử của Càn Khôn Động Chủ , sư muội của Lục Cơ , từng là sư tỷ của Bạch Tuyết ; Cuối cùng bị Lục Cơ giết |
| Đinh Hối Vũ      | Tiêu Phong                            |         |         | Chính   | Dơi tinh , đệ tử của Càn Khôn Động Chủ , thích Bạch Tuyết , từng là sư huynh của Bạch Tuyết , cuối cùng bị Bạch Tuyết giết |
| Vương Anh Hạo    | Truy Vân                              |         |         | Chính   | Dơi tinh , đệ tử của Càn Khôn Động Chủ , sư muội của Lục Cơ , sư tỷ của Bạch Tuyết , từng là sư tỷ của Bạch Tuyết , thích Tiêu Phong ; Cuối cùng bị Bạch Tuyết giết |
| Trương Mậu Quýnh | Nguyên Không                          |         |         | Chính   | Trụ trì Linh Ẩn Tự |

### Diễn viên phụ
| Diễn viên       | Vai                 | Ghi chú                |
| Vương Lộ        | Cha đẻ Lý Tu Duyên  |                        |
| Phương Di Huyên | mẹ đẻ Lý Tu Duyên   |                        |
| Nhậm Học Hải    | Chú của Lý Tu Duyên |                        |
| Tiết Bằng       | Phục Hổ             | Một trong 18 vị La Hán |

### Phần 1

#### Phần：古井运木
| Diễn viên      | Vai         | Ghi chú                                                                              |
| Trần Hạo Dân   | Tế Công     | Ở kiếp trước là Hàng Long La Hán, tên thật là Lý Tu Duyên, Pháp danh là Đạo Tế       |
| Lâm Tử Thông   | Quảng Lượng | Ở kiếp trước là Tiên Đồng Mập, sư huynh của Tế Công, sư thúc của Tất Thanh và Tất An |
| Cao Hạo        | Tất Thanh   | Ở kiếp trước là Tiên Đồng Ốm, sư điệt của Quảng Lượng và Tế Công                     |
| Lâm Giang Quốc | Triệu Bân   | Ở kiếp trước là Linh Thiền Tử, đồ đệ của Tế Công, thích Bạch Tuyết                   |
| Trần Tử Hàm    | Yên Chi     | Vợ của Tế Công trước khi xuất gia                                                    |
| Hinh Tử        | Bạch Tuyết  | Thỏ trắng, thích Triệu Bân                                                           |
| Dương Tuyết    | Bạch Linh   | Hồ Ly tinh trắng, thích Trần Lượng                                                   |
| Lâu Á Giang    | Hắc Phong   | Dã Lang tinh đen                                                                     |
| Trương Lượng   | Trần Lượng  | Đồ đệ của Tế Công, thích Bạch Linh                                                   |

#### Phần：Đàn ông mang thai
| Diễn viên       | Vai         | Ghi chú                                          |
| Đồ Lê Mạn       | Hồng Tú Anh | Ma nữ                                            |
| Vương Khuê Vinh | Tần tướng   | Thái sư                                          |
| Hà Hân          | Tần Hoàn    | （Đàn ông mang thai）nhân vật chính của phần này |

#### Phần：Huyết trân châu
| Diễn viên         | Vai                 | Ghi chú |
| Đổng Tuyền        | Minh Châu           | Trai tinh, có mối quan hệ với Hỏa Linh Châu |
| Nghiêm Ngật Khoan | Thánh Đức           | Hỏa Linh Châu, thích Minh Châu, vì cô mà nghĩ đến hạ giới, cũng vì cô mà mất linh hồn để cứu cô, đã bị đệ tử của Càn Khôn Động Chủ là Bạch Linh lợi dụng |
| Lâu Vũ Kiện       | Trương Thiên Nguyên | Chồng của Minh Châu |
| Lỗ Tại Uẩn        | Bà Trương           | Bà của Trương Thiên Nguyên |
| Giản Viễn Tín     | Văn Thù bồ tát      | Đánh bại Hỏa Linh Châu và giúp Minh Châu sống lại |

#### Phàn：Đoạt trái tim
| Diễn viên       | Vai            | Ghi chú |
| Trịnh Diệc Đồng | Hoa Nương      | Hồ Hoa Hoa, cô cô của Bạch Linh, đã biến thành Bạch Linh để gây hoang mang cho mọi người và đoạt lấy trái tim, và cuối cùng bị giết bởi Trần Lượng.                    |
| Trì Soái        | Thôi Tuấn Sinh | Chồng Tâm Lan, bị Hồ Hoa Hoa mê hoặc, về sau bị lấy trái tim, cuối cùng sống lại, trở về chính nghĩa                                                                   |
| Trương Mông     | Tâm Lan        | Vợ Thôi Tuấn Sinh, cô là người tài đức vẹn toàn, cuối cùng đã ăn chiếc bánh hấp bẩn mà Tế Công đưa cho cô (đó là trái tim của Tuấn Sinh), nhờ đó đã cứu được Tuấn Sinh |
| Trương Lan      | mẹ Thôi        | Mẹ của Thôi Tuấn Sinh, rất yêu quý Tâm Lan |
| Chu Bác Văn     | Thôi Quý       | Người hầu Thôi gia |

#### Phần：Quỹ mẫu
| Diễn viên  | Vai     | Ghi chú |
| Lý Lâm Lâm | Quỹ mẫu |         |

#### Phần：Thiên lôi báo
| Diễn viên           | Vai               | Ghi chú                  |
| Lý Lập              | Chu Văn Thông     | Con trai nuôi nhà họ Chu |
| Pháp Đề Mạch Nhã Kỳ | Như Bình          | Cháu gái Chu phu nhân    |
| Ngô Miện            | Vú nuôi           | Mẹ đẻ Chu Văn Thông      |
| Quan Thiếu Tăng     | Trương Thiên Thụy | Khâm sai                 |
| Trần Lương Bình     | Quan huyện        |                          |
| Vương Cương         | Chu viên ngoại    | Cha nuôi Chu Văn Thông   |
| Tống Nghênh Thu     |                   | Mẹ nuôi Chu Văn Thông    |

#### Phần：Con dâu tốt
| Diễn viên  | Vai              | Ghi chú |
| Lý Lâm     | Hứa Ngọc Liên    | Người con dâu ngoan nhất, hiếu thuận, phụ giúp gia đình, tuy nhiên, cô đã bị đuổi ra khỏi nhà vì sự hèn nhát và sợ hãi của chồng, cuối cùng làm hòa với gia đình họ Đổng. |
| Cao Tử Kỳ  | Đổng Trọng Khanh | Chồng của Ngọc Liên, bảo bối của mẹ, tuy yêu vợ nhưng vì sự hèn nhát và thiếu chính kiến, anh đã đánh mất Ngọc Liên, và cuối cùng anh phải ăn năn sau khi Tế Công và những người khác thức tỉnh anh, và gánh vác trách nhiệm mà một người đàn ông phải gánh vác                     |
| Ngô Cạnh   | mẹ Đổng          | Mẹ chồng yêu tiền và mạnh mẽ, sau khi Tế Công và những người khác thức tỉnh, bà nhận ra rằng người con dâu tốt nhất ở bên cạnh mình, nhưng bà không biết cách trân trọng, cuối cùng hòa giải được với Ngọc Liên                                                                     |
| Lý Trí Nam | Hứa Ngọc Long    | Đệ đệ của Ngọc Liên, làm giáo viên trong trường tư thục, một kẻ điên hết lòng vì bảo vệ chị gái, khi biết chị gái mình bị bỏ rơi, anh ta lập tức đánh Trọng Khanh, cuối cùng tha thứ cho Trọng Khanh và Đổng gia, đồng thời đưa mẹ Đổng và Trọng Khanh về nhà cùng với chị gái mình |

#### Phần： Nước mắt Yên Chi
| Diễn viên   | Vai           | Ghi chú                                                                  |
| Hà Minh Hàn | Từ Tử Kính    | Bạn thân Lý Tu Duyên，thích Yên Chi，vì yêu mà bị Đại Bằng điểu lợi dụng |
| Trương Cung | Đại Bằng điểu | Đối thủ của Hàng Long La Hán                                             |

### Phần 2

#### Phần: Huyết ma ra đời
| Diễn viên       | Vai           | Ghi chú |
| Hồng Thiên Minh | Tiêu Diêu     | Đệ tử Thiên Sơn, hiệp nghĩa, ghét cái ác, tự phụ, nhưng không đánh mất sự thông minh và lạc quan của mình, các thế hệ Thiên Sơn đệ tử đều theo dõi sự ra đời của huyết ma, yêu Lãnh Băng Tâm sâu đậm. Sau khi Tiêu Diêu bị huyết ma đoạt thân, anh đã tự phong ấn huyệt đạo của mình, anh ta cầu xin Lãnh Băng Tâm đâm mình đến chết bằng thanh kiếm Thiên Cang để trừ huyết ma, cuối cùng trở lên bất tử |
| Mục Đình Đình   | Lãnh Băng Tâm | Chủ nhân Huyền Nữ cung, Huyền Nữ cũng đã theo dõi huyết ma trong nhiều thế hệ. Thích Tiêu Diêu. Để cứu Tiêu Diêu, người bị huyết ma đoạt thân và đầu độc, Băng Tâm sẵn sàng từ bỏ công lực của bản thân. Sau khi đâm Tiêu Diêu bằng thanh kiếm Thiên Cang, cô ta đã tự sát, cuối cùng trở lên bất tử |
| Đặng Thiên Tình | Lãnh Hoa Chi  | Người hầu nữ của Băng Tâm, về sau trờ thành chủ nhân Huyền Nữ cung, hài hước vui tính |

#### Phần: Đền thờ trinh tiết
| Diễn viên     | Vai          | Ghi chú                                                                                               |
| Đào Huệ Mẫn   | Thiệu Phương | Người yêu của Lương Báo (Lương Hoa), mẹ ruột của Lục Bang, sau cùng đoàn tụ với Lương Báo (Lương Hoa) |
| Nhạc Dược Lợi | Lương Hoa    | Người yêu của Thiệu Phương, cha đẻ của Lục Bang, sau cùng đoàn tụ với Thiệu Phương                    |
| Thị An        | Lục Bang     | Tân trạng nguyên, con trai của Thiệu Phương và Lương Hoa                                              |

#### Phần: Tiên trong tranh
| Diễn viên      | Vai                | Ghi chú |
| Đỗ Hiểu Đình   | Giang Nguyệt Phụng | Ôn nhu hiền hòa, Sinh thời thích Du Võ Lang, vì Du Võ Lang đã cố gắng xâm phạm bản thân và ẩu đả với cha, Nguyệt Phụng bắt đắc dĩ, nhặt một hòn đá trên mặt đất đập Du Võ Lang, sau đó ném mình xuống giếng để thể hiện sự vô tội. Bức chân dung với cây thiêng ngàn năm trôi lên miệng giếng, linh hồn được Thần Mộc vẽ vào bức tranh và được bảo vệ. Bởi vì có chữ khắc của Lục Thiên Vũ cô đã hoàn thành bài thơ trên bức tranh, sinh ra lòng biết ơn. Nhưng do sự phá hoại của người chị song sinh Dương Tiên Mai, suýt nữa thì mất linh hồn. Cuối cùng, với sự giúp đỡ của Tế Công, Nguyệt Phụng đã mượn cơ thể của Tiên Mai để hồi sinh linh hồn và làm người yêu của Thiên Vũ cuối cùng đã kết hôn |
| Đỗ Hiểu Đình   | Dương Tiên Mai     | Ngỗ nghịch, tự tư lợi, không thích Lục Thiên Vũ, sau đó biết được rằng chị gái song sinh Nguyệt Phụng thích Thiên Vũ, cố tình phá hoại, và thậm chí cố gắng đốt cháy chị gái của mình, cuối cùng bị giết bởi Du Võ Lang |
| Thôi Lâm       | Lục Thiên Vũ       | Thư sinh, lễ phép, ôn văn, nho nhã, là hôn phu của Dương Tiên Mai, nhưng yêu Giang Nguyệt Phụng, trải qua những khó khăn vì tình yêu, cuối cùng nên duyên với người yêu Nguyệt Phụng |
| Diêu Dịch Thần | Du Vũ Lang         | Hung ác, học tập kỳ môn tà thuật, yêu sâu đậm Nguyệt Phụng, tuy nhiên bị Nguyệt Phụng sát hại, nhưng vì điều này, anh ta đã biến thành một con quái vật San Tiêu nhờ phép thuật. Bởi vì Nguyệt Phụng được Thần Mộc bảo vệ trong bức tranh để cô không thể tìm thấy linh hồn của mình, và bảo vệ cơ thể của Nguyệt Phụng trong vài năm, vì Nguyệt Phụng bước ra khỏi bức tranh để nói chuyện với Lục Thiên Vũ , Du Võ Lang lôi kéo Nguyệt Phụng, và sau đó được Tế Công thu vào trong quả bầu |
| Chu Thiệu Đống |                    | Cha nuôi Dương Tiên Mai |
| Lý Hoa         |                    | Cha của Giang Nguyệt Phụng và Dương Tiên Mai |

#### Phần: Duyên ngựa gỗ
| Diễn viên    | Vai           | Ghi chú |
| Từ Hi Nhan   | Lý Mộng Lan   | Thanh mai trúc mã với Tất Thanh |
| Trần Di Chân | Oa Oa         | Linh hồn ếch tinh trong ao sen ở Tần gia trang, cô đã được Thượng đế miễn trừ vì thành tích ngăn chặn chướng khí trong hồ sen, cuối cùng với sự giúp đỡ của Tế Công cô đã đặt chân đến thế giới thần tiên |
| Hoàng Đình   | Tam Thúc Công | |

#### Phần: Từ hôn hai lần
| Diễn viên      | Vai            | Ghi chú                                        |
| Đài Kiều Thiến | Lý Thanh Hà    | Con gái thần y Lý Hoài Xuân, vợ Hồng Thừa Tông |
| Đặng Tử Y      | Thương Vân     | Con gái Thương viên ngoại, vợ Văn Chinh        |
| Đỗ Tuấn Trạch  | Văn Chinh      | Con trai Văn phu nhân, chồng Thương Vân        |
| Tôn Diệu Uy    | Hồng Thừa Tông | Con trai Hồng viên ngoại, chồng Lý Thanh Hà    |
| Lưu Quảng Hậu  |                | Cha Thương Vân                                 |
| Trịnh Bằng Phi | Vũ Mặc         | Thư đồng của Hồng Thừa Tông                    |

#### Phần: Vạn Ưng phật đường
| Diễn viên        | Vai            | Ghi chú |
| Thuần Vu San San | Liễu Hạo Thiên | Đường chủ Vạn Ứng phật đường, vì cứu Chân Nhân, anh ta bắt Chân Nhân dạy cho anh ta phương pháp ăn linh hồn mà Chân Nhân đã sử dụng, nhưng sau đó được Tế Công và những người khác giải thoát và trở về với chính đạo, và đem lòng yêu Diệp Lâm |
| Vương Tuyên Dư   | Diệp Lâm       | Người trong mộng của Hạo Thiên |
| Trần Giai Giai   | Chân Nhân      | Nhện tinh, Hộ pháp của Vạn Ứng phật đường |
| Cao Nhất Thanh   | Diệp Mẫu       | |
| Hải Hà           | Diệp Dung      | |

#### Phần: Phong nữ kiếp
| Diễn viên        | Vai              | Ghi chú |
| Vương Giai Âm    | Triệu Ngọc Trinh | Người điên, bà hai trẻ Chu gia, con gái Triệu Đại Hải, vợ của Chu Minh Đức, em dâu của Chu Minh Hàn và Thi Tú Vân, ôn nhu hòa thuận, bị Thị Tú Vân hãm hại, nhưng không đuổi đi, mà trên thực tế cô ấy bị Chu Minh Hàn hãm hại nhiều lần cũng không đuổi đi, cuối cùng cũng tha thứ cho Thị Tú Vân |
| Hoàng Minh Thăng | Chu Minh Hàn     | Đại thiếu gia Chu gia, chồng Thi Tú Vân, đại ca của chồng Triệu Ngọc Trinh, chủ của Thang Đầu và Vương Thần, bên ngoài hiền lương nhưng thưc tế nham hiểm đôc ác, cá nhân hắn thông đồng với Lục Thận để ám sát Thang Đầu và Linh Ẩn Tự không truy sát, nhưng trên thực tế, hắn đã nhiều lần hãm hại Triệu Ngọc Trinh, cuối cùng, hắn đánh trả sau khi luyện huyết ma, khiến toàn thân nổ tung và chết. (Bị thương nặng bởi Lục Cơ). |
| Lý Thần Hi       | Thi Tú Vân       | Bà trẻ Chu gia, vơ Chu Minh Đức, đại tẩu của chồng Ngọc Trinh, bản chất không xấu xa, ích kỷ, ngỗ ngáo, đanh đá, vì muốn giết chết Triệu Ngọc Trinh, bà ta đã từng hãm hại Triệu Ngọc Trinh nhưng không trục xuất cô đi, cuối cùng đã được Triệu Ngọc Trinh tha thứ |
| Triệu Lượng      | Vương Thần       | |
| Liệu Tùng Mai    | Ngưu tẩu         | |
| Túc Mai          | Nguyện Cầm       | |
| Phiền Xuân Lôi   | Thang Đầu        | Vì tội giết Triệu Ngọc Trinh bị giam giữ |
| Trương Tiểu Minh | Tri huyện        | |

#### Phần: Truyền thuyết Nữ chúa tuyết
| Diễn viên     | Vai            | Ghi chú |
| Ông Hồng      | Ngọc Linh Lung | Nữ chúa tuyết, sau trở thành vợ chồng với Cao Phong, mẹ của Tiểu Tuyết, nhân hậu, ghét cái ác, có nhiều hiểu lầm với Đạo Tế, sau đó đánh bại quỷ tuyết và làm sáng tỏ sự hiểu lầm với Đạo Tế |
| Trần Tư Hàn   | Cao Phong      | Thương nhân được Ngọc Linh Lung cứu khi gặp cướp, sau này trở thành vợ chồng, cha của Tiểu Tuyết                                                                                             |
| Lô Dũng       |                | Cha của Cao Phong, Cha chồng của Ngọc Linh Lung |
| Tiền Minh Hoa | Hình Mạnh      | Tuyết yêu, bị Tế Công thu phục vào bình hồ lô |
| Nạp Y Sa      | Mã Quỳnh Hoa   | Thích Cao Phong |
| Hồ Cai Phong  |                | Cha của Mã Quỳnh Hoa |

#### Phần: Quỷ lang quân
| Diễn viên     | Vai           | Ghi chú                                                                                      |
| Giản Viễn Tín | Hạ Tử Uyên    | Danh y của Thường Nghĩa Chẩn, nhân xưng Hoa Đà                                               |
| Khổng Lâm     | Đông Ngọc Hà  | Vợ Tử Uyên                                                                                   |
| Chu Á Anh     | Mẹ Hạ Tử Uyên |                                                                                              |
| Đinh Hối Vũ   | Trương Lộc    | Dơi tinh                                                                                     |
| Chu Thi Nhã   | Phương Hồng   | Nhân tình của Trương Lộc, bị chặt đầu vì đầu độc Hạ Tử Uyên                                  |
| \|Thu Cúc     |               |                                                                                              |
| Lý Tinh       | Đông Mai      |                                                                                              |
| Dương Y Y     | Tú Cô         | Người hầu nữ của Phương Hồng, vì giải oan cho Hạ Tử Uyên, sau trở thành người hầu của Hạ gia |

### Phần: Thiên tằm biến
| Diễn viên       | Vai               | Ghi chú |
| Phạm Văn Phương | Tuyết Nhu         | Thiên Tằm tinh, muội muội của Tuyết Diễm , người tình của Diêm Đào, lương thiện, ôn nhu, xinh đẹp, trang nhã, tu luyện Thiên tằm biến. Cuối cùng, sau 20 năm chờ đợi, cô đã gặp gỡ lại Diêm Đào |
| Trần Hạo Dân    | Diêm Đào          | Người tình của Tuyết Nhu, ngoại hình giống Đạo Tế, sau khi bị giết bởi Tuyết Diễm, 20 năm sau anh được đầu thai và tái sinh cùng với Tuyết Nhu                                                  |
| Hàn Hiểu        | Tuyết Diễm        | Nguyên hình của Thiên Tằm, tỉ tỉ của Tuyết Nhu, cảm thấy vô cùng tội lỗi vì đã giết Diêm Đào, nhưng trở nên điên loạn, và cuối cùng được đưa đến Thiên tằm động để tu luyện lại                 |
| Chu Trọng       | Thiên Tằm Ma Quân | Nguyên hình của Thiên Tằm, sư đệ của Càn Khôn Động Chủ, Thích Tuyến Nhu, xảo trá. Cuối cùng, hắn ta đã bị đánh hiện nguyên hình bởi Càn Khôn Động Chủ và những người khác.                      |

### Phần: Thiên Nga Mộng
| Diễn viên       | Vai             | Ghi chú |
| Lưu Á Tân       | Tất Phan An     | Anh trai Tất Phan Toàn, phu quân tương lai của Trang Hồng Hạnh |
| Hà Giai Di      | Trang Hồng Hạnh | Đổi tên thành Trang Thiên Nga, sau này trở về tên khai sinh. Thê tử của Tất Phan An, đại tẩu của Tất Phan Toàn, Phương Hồng. Bạn tốt của Cừu Thiên Nga. Thích Ngao Tử Long (Bí Hí) ngay từ cái nhìn đâu tiên, sau cùng tỉnh ngộ thành đôi với Tất Phan An    |
| Hồng Thiên Minh | Ngao Tử Long    | Tại Long Cung thường được gọi là Bí Hí, tại nhân gian biệt hiệu Ngao Tử Long, người con thứ 6 của Rồng (Long sinh cửu tử). Người yêu của Thiên Nga, vì Cừu Thiên Nga nguyện ý từ bỏ mọi thứ, sau cùng với Cừu Thiên Nga tách biệt, trở về Long Cung tu luyện |
| Trương Chỉ Khê  | Cừu Thiên Nga   | Người yêu của Ngao Tử Long, bạn tốt của Trang Hồng Hạnh, sau cùng với Ngao Tử Long tách biệt |
| Chu Vân Thâm    | Tất Phan Toàn   | Em trai Tất Phan An, chồng Phương Hồng, Sau cùng ly hôn Phương Hồng |
| Đái Tử Tường    | Diệp Thanh      | Ngư tinh, thích Ngân Hoàng, sau cùng vì cứu Ngao Tử Long mà hi sinh sinh mệnh và tu hành của bản thân và hóa thành Bán Phiến Long Lân, cùng Ngân Hoàng từ Bán Phiến Long Lân trở thành Nhất Phiến Long Lân，để giải cứu Ngao Tử Long                         |
| Diệp Khả Nhi    | Ngân Hoàng      | Ngư tinh, thích Ngao Tử Long, sau cùng vì cứu Ngao Tử Long mà hi sinh sinh mệnh và tu hành của bản thân và hóa thành Bán Phiến Long Lân, cùng Diệp Thanh từ Bán Phiến Long Lân trở thành Nhất Phiến Long Lân để giải cứu Ngao Tử Long                        |
| Vương Xuân Muội | Trang Mẫu       | Mẹ Trang Hồng Hạnh, mẹ vợ Tất Phan An |
| Tiết Thục Kiệt  | Tất Mẫu         | Mẹ Tất Phan An và Tất Phan Toàn, mẹ chồng Trang Hồng Hạnh, Phương Hồng, thích Trang Hồng Hạnh, đổi xử với Trang Hộng Hạnh rất tốt, chán ghét Phương Hồng, bị Phương Hồng sát hại, sau được Triệu Bân giải cứu                                                |
| Trịnh Yên Kỳ    | Phương Hồng     | Vợ Tất Phan Toàn, đố kỵ Trang Hồng Hạnh, ghét sự thiên vị của Tất Mẫu, sau cùng bị Tất Phan Toàn ly hôn vì sát hại Tất Mẫu, bị nha môn dẫn đi |
| Lưu Tinh Linh   | Tiểu Hồng Hạnh  | Trang Hồng Hạnh lúc bé |
| Vương Gia Hủy   | Tiểu Thiên Nga  | Cừu Thiên Nga lúc bé |

### Phần: Hồng Hoa cáo ngự trạng
| Diễn viên        | Vai              | Ghi chú |
| Tất Sướng        | Lâm Hồng Hoa     | Cô hầu gái của Lâm Tú Vân, vì cứu chủ thậm chí đã liều mạng khởi kiện triều đình, cuối cùng cô đã được hoàng đế ban hôn và tìm được một mái ấm tốt đẹp |
| Giản Viễn Tín    |                  | Hoàng đế nhà Tống |
| Trương Vịnh Kì   | Lâm Tú Vân       | Vợ Đỗ Hiền, chủ của Lâm Hồng Hoa |
| Trương Minh Minh | Võ Thiên Lương   | Con trai Võ hầu, chồng của Đỗ Anh, anh rể của Đỗ Hiền . Lừa Lâm Tú Vân, cuối cùng bị xử trảm                                                           |
| Lý Đông Hằng     | Đỗ Hiền          | Em trai Đỗ Anh, chồng của Lâm Tú Vân, sau đoàn tụ với Lâm Tú Vân                                                                                       |
| Lý Thanh Ngưng   | Đỗ Anh           | Chị gái Đỗ Hiền, con dâu Võ Hầu, vợ Võ Thiên Lương, hãm hại Lâm Tú Vân, cuối cùng bị xử trảm                                                           |
| Phương Chu Ba    | Võ hầu           | Võ Chấn Hoa, cha Võ Thiên Lương, cha chồng Đỗ Anh, chủ của Ô Kim, bạn thân của Càn Khôn Động Chủ, cuối cùng bị xử trảm                                 |
| Hồ Trung Hổ      | Ô Kim            | Quạ tinh, chủ nhân là Võ hầu |
| Hứa Bảo          | Phương Tất Thành | Tổng quản Võ hầu phủ, giúp Võ Thiên Lương và Đỗ Anh kinh doanh cuối cùng anh ta đã bị đánh bằng thanh gỗ cho đến chết                                  |
| Kim Hữ Minh      |                  | Cha Lâm Tú Vân, cuối cùng đã chết vì ngộ độc do ăn nhầm phải thức ăn có độc                                                                            |
| Thi Hiểu Cúc     |                  | Mẹ Lâm Tú Vân, cuối cùng đã chết vì ngộ độc do ăn nhầm phải thức ăn có độc                                                                             |

### Phần: Nhân Hồ luyến
| Diễn viên    | Vai               | Ghi chú |
| Dương Tuyết  | Bạch Linh         | Tuyết hồ nghìn năm, sau trở thành người, từng là đồ đệ của Càn Khôn động chủ. Sư tỷ của Bạch Tuyết. Người tình của Trần Lượng; Cuối cùng tài hợp với Trần Lượng |
| Trương Lượng | Càn Khôn Động Chủ | Sư huynh của Đại Bằng điểu và Thiên tằm Ma Quân. Bạn thân của Vũ Chấn Hoa, sư phụ của Lục Cơ, Chương Tiểu Huệ, Tiêu Phong, Truy Vân và từng là sư phụ của Bạch Tuyết, Bạch Linh. Tâm địa tàn ác. Sở hữu thân thể Trần Lượng, Trần Lượng sau cùng được Bạch Linh giải cứu, cơ thể của Càn Khôn Động Chủ đã bị phá vỡ bởi Triệu Bân với ngũ hành châu |

### Phần: Mộc ngẫu kỳ đàm
| Diễn viên      | Vai                          | Ghi chú |
| Vương Tiểu Lợi | Âu Thanh Sơn                 | Sư phụ múa rối. Sư phụ của Tả Thiện, Tạ Kiệt và Tất Thanh. Bạn thân của Khổng Ngọc Lân. Cuối cùng quyết định đi khắp thế giới cùng đệ tử Tạ Kiệt, để quảng bá và biểu diễn múa rối khắp nơi, và truyền lại những gì mà ông ấy đã học được đến Tạ Kiệt |
| Lý Tiến Vinh   | Khổng Ngọc Lân               | Nguyên thần là Thiên Tướng Kỳ Lân. Con trai Khổng Thụy. Con rể của La Ngự sử. Người yêu, vị hôn phu, chồng tương lai của La Thu Quyên. Bạn thân nhất của Âu Thanh Sơn. Cuối cùng ở bên nhau với La Thu Quyên                                          |
| Trịnh Bằng Phi | Tạ Kiệt                      | Đồ đệ của Âu Thanh Sơn. Sư đệ của Tả Thiện, sư huynh của Tất Thanh. Cuối cùng vòng quanh thế giới cùng Âu Thanh Sơn để quảng bá và biểu diễn múa rối khắp nơi, có được tiểu sử thực sự của Âu Thanh Sơn                                               |
| Tiêu Quang Húc | Tả Thiện                     | Đồ đệ của Âu Thanh Sơn. Sư huynh Tạ Kiệt, Tất Thanh. Đồng bọn của Tiền viên ngoại. Thờ Xà yêu khốc Tiếu hai đầu làm Đại tiên. Cuối cùng, giết Âu Thanh Sơn và bị Nha môn bắt đi                                                                       |
| Chung Ba       | Khốc Tiếu Sạn                | Đại tiên của Tiền viên ngoại và Tả Thiện, Xà yêu hai đầu, Kỳ Lân đối phó với hắn ta |
| Lưu Ngọc Đình  | La Thu Quyên                 | Con gái La Ngự sử. Người tình, vị hôn thê, vợ tương lai của Khổng Ngọc Lân. Cuối cùng ở bên nhau với Khổng Ngọc Lân |
| Cao Sâm        | La Ngự sử                    | Cha của La Thu Quyên. Cha vợ của Khổng Ngọc Lân |
| Tề Khánh Lâm   | Khổng Thụy                   | Cha của Khổng Ngọc Lân. Cha chồng của La Thu Quyên |
| Túc Mai        | Khổng Thê                    | Mẹ của Khổng Ngọc Lân. Mẹ chồng của La Thu Quyên |
| Viên Mân       | Tiền viên ngoại (Tiền Lương) | Đồng bọn của Tả Thiện, cũng tôn thờ Xà yêu khốc Tiếu hai đầu làm Đại tiên. Cuối cùng bị Nha môn bắt đi |

### Phần: Truyền thuyết Ngạ Lang
| Diễn viên    | Vai            | Ghi chú |
| Đồ Lê Mạn    | Tống Uyển Nghi | Con gái Tống Khắc. Người tình, vợ tương lai của A Lang. Chủ nhân của Tiểu Thúy                                                     |
| Cao Nhân     | A Lang         | Tên thật là Hồng Thiên Ân. Con rể của Tống Khắc. Người tình và sau này là chồng của Tống Uyển Nghi. Từng bị Đại Bằng điểu lợi dụng |
| Bao Văn Tịnh | Tiểu Thúy      | Nha hoàn, hầu gái của Tống Uyển Nghi                                                                                               |
| An Lợi Dân   | Tống Khắc      | Cha của Tống Uyển Nghi. Cha vợ của A Lang. Cuối cùng chấp nhận A Lang và đồng ý cho A Lang và Tống Uyển Nghi ở bên nhau            |
| Từ Minh      | Lão Cát        | Thổ phỉ, hung thủ giết cả nhà A Lang. Hợp tác với Đại Bàng điểu, cuối cùng bị Đại Bàng điểu giết chết                              |

### Phần: Chu La ký
| Diễn viên       | Vai                    | Ghi chú |
| Diêu Dịch Thần  | La Mật Ngẫu            | Thiếu gia cửa hàng gạo chính tông Đông gia. Con trai Ánh Di. Người tính của Chu Lệ Nguyệt, sau thành chồng. Chủ của Thổ Đậu                                                        |
| Kiều Kiều       | Chu Lệ Nguyệt          | Tiểu thư bán gạo có tiếng. Con gái của Chu Tam Bách. Người tính của La Mật Ngẫu, sau thành vợ. Chủ của Thanh Thanh. Tinh thông Cầm Kỳ Thi Họa, xinh đẹp như hoa, dịu dàng như nước |
| Đường Viễn      | Đường Viễn             | Thích Chu Lệ Nguyệt, yêu từ cái nhìn đầu tiên. Từng đến Chu gia để cầu hôn, nhưng cuối cùng anh không kết hôn với Chu Lệ Nguyệt                                                    |
| Chu Duy Anh     | La mẫu / Ánh Di        | Chủ cửa hàng gạo chính tông. Mẹ của La Mật Ngẫu. Cuối cùng với Chu Tam Bách nối lại tình duyên                                                                                     |
| Trần Lương Bình | Chu phụ / Chu Tam Bách | Ông chủ tiệm gạo có tiếng. Cha của Chu Lệ Nguyệt. Cuối cùng với Ánh Di nối lại tình duyên                                                                                          |
| Lý Nghi Nho     | Thanh Thanh            | Nha hoàn, hầu gái của Chu Lệ Nguyệt |
| Diêm Hồng Định  | Thổ Đậu                | Thư đồng của La Mật Ngẫu. Thích Thanh Thanh |

### Phần: Tình cảm Yên Chi
| Diễn viên         | Vai                         | Ghi chú |
| Trần Tử Hàm       | Yên Chi / Ngọc Hành Tiên Tử | Yên Chi: Vợ của Đạo Tế trước khi anh trở thành hoà thượng. Thích Đạo Tế Ngọc Hành Tiên Tử: Nguyên là tiên tử trên trời, cuối cùng bị Đại Bằng điểu cầm tù, bị hiểu nhầm là Yên Chi, sau bị Đại Bằng điểu lợi dụng để quấy rầy tâm tư Đạo Tế. Cuối cùng trở về Thiên Đình |
| Trạch Tinh Nguyệt | Lý Tinh Nguyệt              | Em gái Lý Mộng Long. Bị Đại Bằng điểu mượn tay làm cho Đạo Tế bị thương, cuối cùng được Đạo Tế cứu |
| Ngụy Thiên Tường  | Lý Mộng Long                | Anh trai Lý Tinh Nguyệt. Thích Yên Chi (thật ra là Ngọc Hành Tiên Tử). Cuối cùng tạm biệt vớNgọc Hành Tiên Tửtử, để Ngọc HànTiên Tử trở ợ lại Thiên Đình |
| Mao Kiến Bình     | Lý mẫu                      | Mẹ Lý Mộng Long, Lý Tinh Nguyệt |

## Nhạc phim

### Phần 1
| STT | Nhan đề                              | Phổ lời             | Phổ nhạc            | Trình bày           | Thời lượng |
| --- | ------------------------------------ | ------------------- | ------------------- | ------------------- | ---------- |
| 1.  | "Song of Joy 快乐颂" (Nhạc đầu phim) | Chu Tấn Kiến 周晋建 | Chu Tấn Kiến 周晋建 | Chu Tấn Kiến 周晋建 |            |
| 2.  | "Forgot It 忘了算" (Nhạc cuối phim)  | Từ Gia Lương        | Từ Gia Lương        | Phạm Di Văn 范怡文  |            |

### Phần 2
| STT | Nhan đề                            | Phổ lời                             | Phổ nhạc            | Trình bày    | Thời lượng |
| --- | ---------------------------------- | ----------------------------------- | ------------------- | ------------ | ---------- |
| 1.  | "新快乐颂" (Nhạc đầu phim)         | Giãn Viễn Tín, Lâm Kính Tùng 林勁松 | Chu Tấn Tiến 周晋进 | Trần Hạo Dân |            |
| 2.  | "Nước mắt Yên Chi" (Nhạc đầu phim) | Lý Nham Tu 李岩修                   | Từ Gia Lương        | Lưu Y Thuần  |            |
| 3.  | "最后的爱" (Sáp khúc)              | Lý Nham Tu 李岩修                   | Từ Gia Lương        | Lưu Y Thuần  |            |